# 河北勘七
河北 勘七（かわきた かんしち、1864年（元治元年7月） - 1936年（昭和11年）2月5日）は、日本の政治家、衆議院議員（2期）。

## 経歴
山口県出身。和漢学と仏学を学び、ベルギーに留学し、ブリュッセル大学を卒業し、ドクトル・オブ・カンジターの学位を受ける。
1894年9月の第4回衆議院議員総選挙において山口1区から大手倶楽部公認で立候補して初当選する。1898年3月の第5回衆議院議員総選挙で落選する。同年8月の第6回衆議院議員総選挙では国民協会公認で立候補して復帰した。衆議院議員を2期務め、1902年の第7回衆議院議員総選挙には立候補しなかった。
このほか、日本歯磨製造（株）取締役、第百十国立銀行監査役に就任、1936年に死去した。